# 鷹司房熙
鷹司 房煕（たかつかさ ふさひろ）は、江戸時代中期の公卿。官位は従二位・内大臣。鷹司家18代当主。

## 概要
近衛家の22代当主である近衛家熙の次男として生まれ、鷹司家の18代当主となった。従二位となり、内大臣などを歴任した。

## 経歴
宝永7年（1710年）に近衛家熙の子として生まれる。
鷹司兼熙の養子となり、内大臣（1728年 - 1730年）を歴任した。享保15年（1730年）、薨去。

## 家族・親族
- 父：近衛家熙
- 母：町尻兼量の娘
- 養父：鷹司兼熙
- 妻：不詳
- 養子
  - 男子：鷹司尚輔 - 実弟
  - 男子：鷹司基輝 - 一条兼香の子

## 系譜

### 鷹司家
鷹司家は、近衞家実の子である鷹司兼平を始祖とし、五摂家の一つであった。

### 近衞家
近衞家は、藤原忠通の子である近衞基実を始祖とし、五摂家の一つであった。

### 皇室との関係
後陽成天皇の男系五世子孫である。後陽成天皇の第四皇子で近衛家を継いだ近衛信尋の男系後裔。

詳細は皇別摂家#系図も参照のこと。